# Escuela Cossío

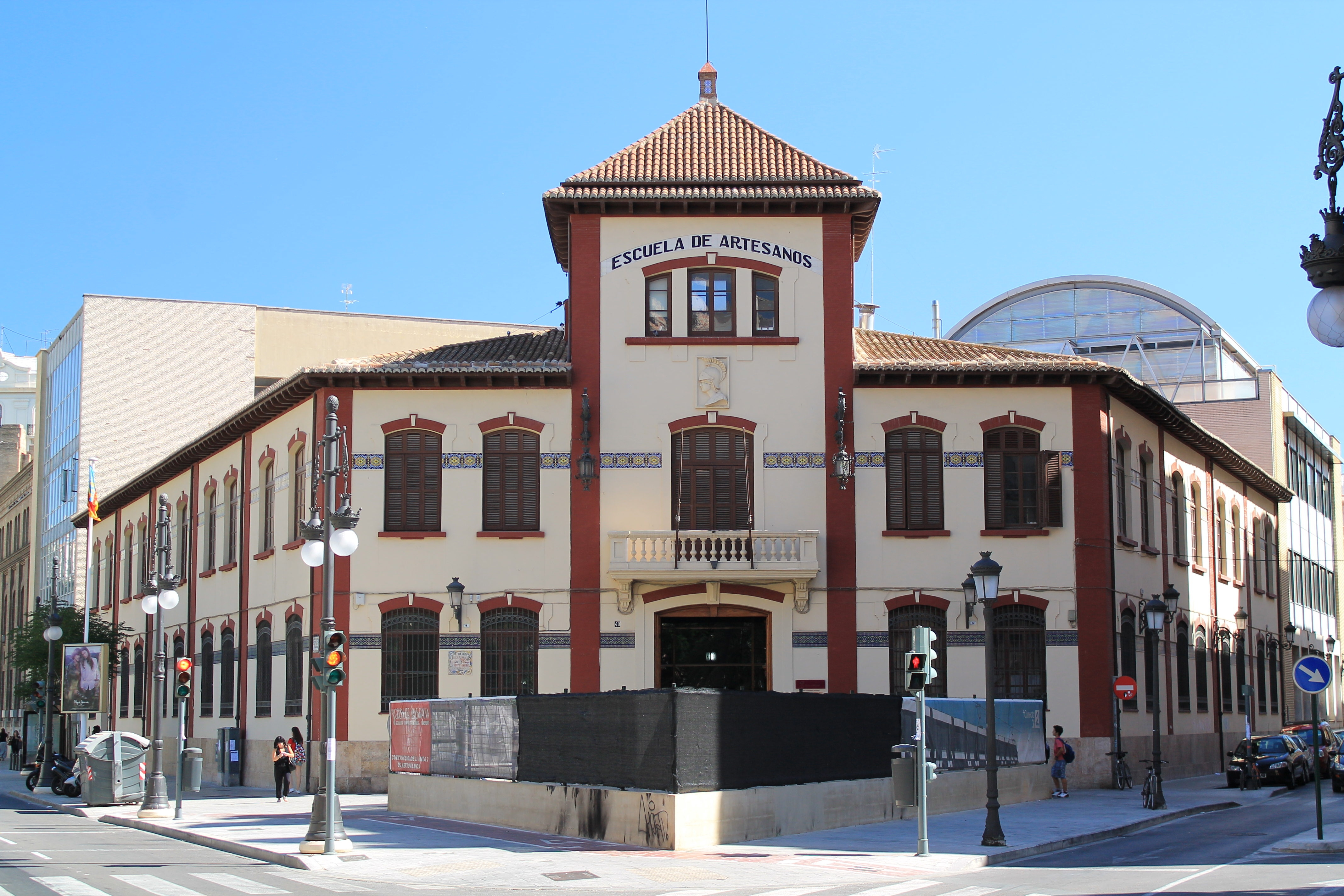
El edificio de la Escuela Cossío, reconvertido en Escuela de Artesanos de Valencia.

La Escuela Cossío fue una institución pedagógica creada en Valencia por José Navarro Alcácer siguiendo los postulados de la Institución Libre de Enseñanza. Funcionó entre 1930 y 1939, a todos los niveles, desde párvulos hasta Bachiller. Se bautizó en honor de Manuel Bartolomé Cossio, sucesor de Francisco Giner de los Ríos al frente de la ILE. En ella colaboraron personalidades como José María Ots, Maximiliano Thous o María Moliner.

## Historia
A mediados de la década de 1920, e impulsada por Navarro Alcácer y su esposa, María Alvargonzález, al frente de un colectivo de familias valencianas, se puso en marcha en esa capital levantina un primer proyecto de escuela de diseño regeneracionista. Pronto, y con la ayuda de importantes donaciones económicas, se trasladó el proyecto a un nuevo edificio –ocupado en el inicio del siglo xxi por la Escuela de Artesanos de Valencia–, siendo elegido José Navarro como director. También apoyaron esta empresa los “institucionalistas” que vivían en Valencia, como Luis Marchante y Elena Jiménez, Angelina Carnicer, Nicolás Percas, profesor de latín del instituto “Blasco Ibáñez” (después “San Vicente Ferrer”) José María Ots, historiador del derecho y profesor de la Universidad valenciana, entre otros.
En octubre de 1930, se puso definitivamente en marcha una escuela diseñada sobre la pedagogía de «la coeducación y el laicismo, el respeto escrupuloso a la conciencia y la personalidad del niño, la atención predominante al aspecto educativo de la enseñanza sobre el mero suministro de conocimientos, el trato cordial entre profesores y alumnos, la formación moral basada en la rectitud, la generosidad, la tolerancia y la efusión cordial, la finura en el comportamiento externo, la pulcritud dentro de la naturalidad y la sencillez, y también el conocimiento de la naturaleza y del arte –muy especialmente la lectura y las actividades manuales y la práctica del ejercicio físico.»
Además, el nuevo y ambicioso proyecto abarcaba todos los niveles de escolarización, desde el parvulario (jardín de infancia o maternal), cuya
matrícula costaba 20 pesetas, seguido del llamado grado A, por 25 pesetas. Seguían dos cursos elementales de bachillerato, por 40 pesetas de matrícula. El espíritu era más de obra social que de negocio, con una gestión importante a cargo de la Asociación de Amigos de la Escuela, sueldos modestos para el profesorado y muchas actividades promovidas o dirigidas de forma desinteresada.
Tras nueve años de existencia, al concluir la guerra civil española, y derrotada la República y sus ideales pedagógicos, la escuela y su edificio fueron incautados por una nueva Junta que los cedió al colegio “Isabel la Católica”, hasta que muchos años después recuperó el nombre de Escuela de Artesanos, como centro privado concertado, absolutamente ajeno a la original escuela modélica de la Institución Libre de Enseñanza.

## Profesorado y actividades
Angelina Carnicer, profesora de la Escuela Normal de Valencia fue la encargada de seleccionar y aportar un grupo inicial de maestras y maestros jóvenes con espíritu solidario. Se dio especial importancia a las actividades de lectura, para niños entre 7 y 9 años, impartidas por la propia María Moliner, o las dedicadas a las canciones populares que dirigía Maximiliano Thous. Dentro de un planteamiento muy cercano al de las Universidades Populares, participaban también, sin un programa de compromiso que no fuera la libre participación, profesores universitarios, artistas, científicos o profesionales, con cursillos, charlas o conferencias.
Capítulo importante en las actividades fueron las excursiones: Museo del Prado, Toledo, El Escorial, Sierra de Guadarrama, Poblet, Santes Creus, Tarragona, Játiva, las comarcas de Alcira, Jávea, Denia, Gandía, la Marina de Alicante y el Peñón de Ifach, los museos y monumentos de la capital valenciana, o en Madrid, la visita a la Institución Libre de Enseñanza.